# Нечистая сила
У терминов нечистая сила и нежить существуют и другие значения.

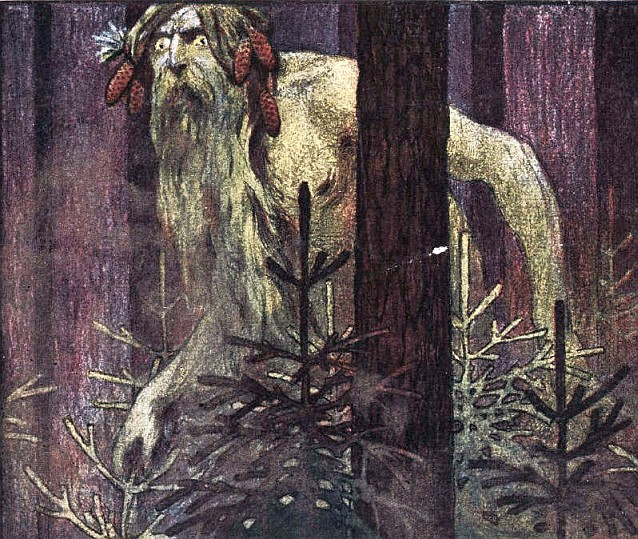
Леший, Н. Н. Брут, 1906

Нечи́стая си́ла (также не́чисть, не́жить, нечистики) — у славян собирательное имя потусторонней силы и существ: злых духов, чертей, бесов, оборотней и нежити — домового, полевого, водяного, лешего, русалки, кикиморы и прочее Общим для них всех является принадлежность к «нечистому», «отрицательному», «нездешнему», потустороннему миру и их злокозненность по отношению к людям.
В связях с нечистой силой подозревали пастухов, мельников, кузнецов, ведьм и колдунов.

## Происхождение

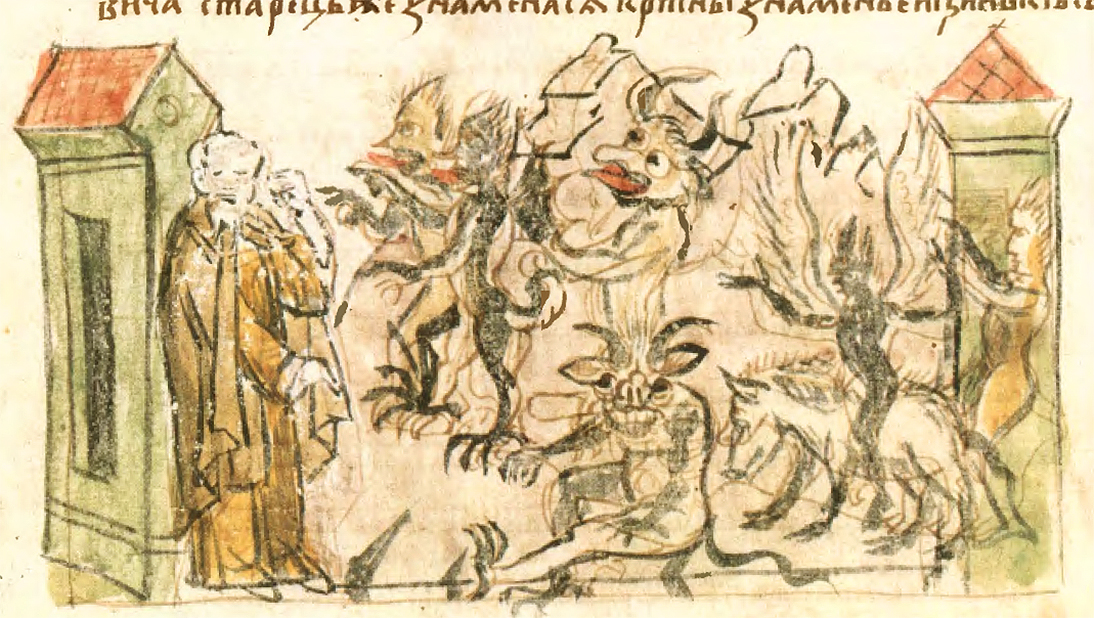
Видение старцу Матфею Прозорливому толпы бесов, Киево-Печерский монастырь, 1074. Миниатюра из Радзивилловской летописи, конец XV века

В христианстве нечистая сила рассматривается как падшие ангелы.
По апокрифичным христианским представлениям, отчасти нечистая сила сотворена Богом, отчасти сатаной. Другие её разновидности появляются из так называемых «заложных покойников» — некрещёных детей, самоубийц или умерших другой неестественной смертью (например, утопленники). В нечисть могли превратиться люди, похищенные нечистыми силами (лешим, водяными, русалками) и дети, проклятые родителями. Нечистью также могли стать дети, прижитые с нечистой силой.
В представлении полещуков «хозяева» определённых локусов — домовые, водяные, лесные, полевые (полевый домовык), болотные духи — смешиваются с образом «чёрта», с «ходячими» покойниками (духами умерших). Л. Н. Виноградова считает, что под разными именами проступают контуры одного персонажа, а названия меняются в зависимости от места встречи с ним. Такой обобщающей фигурой, перекрывающей почти все многообразие мужских демонических образов, является в Полесье чёрт, как главное воплощение всей нечистой силы.

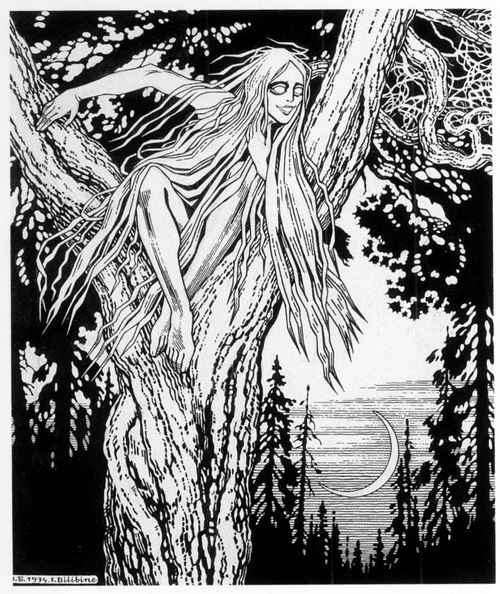
Русалка, Иван Билибин, 1934

В русской мифологии происхождение нечистой силы (домовые, лешие и тому подобные), восходящее к апокрифической легенде о детях Адама и Евы, рождённых после грехопадения и скрытых от Бога. «Показать их всех на свет Божий Адаму было стыдно, и потому он скрыл их в избе, бане, в риге, в лесу и в воде, а Бог за эту скрытность сделал так, чтобы дети праотца навсегда и остались в местах сокрытия, где живут, размножаясь подобно людям».
В Олонецком крае: «Атчаво ета лесавыи завялись, вадяныи, палявыи, дамавыи? Ета ат дятей Адамовых, что он посовестился Богу показать за тым, что яго жонка целую араву нарадила».
В Смоленской губернии рассказывали, что Ева посоветовала Адаму, прежде чем идти к Богу, спрятать часть детей в камышах: «Как шёл Адам от Бога, думаить „Дай зайду, вазьму сваих дятей у камыши!“. А их ужу там и звания нет, — паложим сабе яны не пропали, а зделались силый тёмный: хазяевами па дамам, лясавыми па лесам, вадяными па омутам — иде которыму Бог жить произвёл».
В названии «Адамовы дети» народное переосмысление библейского повествования объединилось с представлениями крестьян о сонме нечистых (домовых, леших, банников) как об особых, «потаённых людях», предках, покойниках. Они связаны разнообразными (родственными, договорными и тому подобными) отношениями с теми сверхъестественными силами и существами, которые, согласно ещё дохристианским верованиям, наполняют весь мир — землю, воды, леса.

## Нежить
Одним из эвфемизмов нечистой силы является «нежить». Понятие было описано в Толковом словаре В. Даля и включало человекоподобных духов, таких как: домовой, полевой, водяной, леший, русалка, кикимора и прочих, но не включало восставших мертвецов, призраков, чертей. Владимир Даль записал в толковом словаре: «По выражению крестьян, нежить не живет и не умирает. У нежити своего обличия нет, она ходит в личинах. Всякая нежить бессловесна». В славянской демонологии их причисляют к демонам. Другие источники чуть иначе трактуют понятие, причисляя к нему, например, чертей.

## Проявления
На Волыни считали, что в четверг вечером нельзя бить ребёнка и выставлять за дверь. Иначе нечистый дух заберёт его, а вместо него подкинет другого, который будет есть много, а расти будет только голова, ноги же и руки будут такими тонкими, что и ходить он не сможет.
В Полесье, если младенец по ночам беспрестанно плакал, то причину этого видели в том, что на ребёнка «ночницы напали», «крикса пристала», «ночницы ходят в доме». В заговорах с просьбой оставить ребёнка в покое обращались к ночницам-сестрицам, криксам-плаксам, лесным бабам.

## Святочная нечисть
Святочная нечисть (или святочные духи) появляются в «переломный» период зимнего солнцестояния. Считалось что они начинают ходить на второй день Рождества (Коляды), а в день Крещения после вечерни исчезали. По севернорусским поверьям, разгул бесовской рати приходится на вторую неделю Святок.
У славян Святки считались опасным периодом, который принадлежит потусторонним силам. По поверьям, Бог, радуясь рождению Сына, выпускает с «того света» души умерших и всех чертей на волю. К категории «святочных» духов на Русском Севере причислялись шуликуны, куляши, свя́тке. Они начинали ходить на второй день Рождества, а в день Крещения после вечерни исчезали. В канун Нового года, как считалось, пробуждаются и мертвецы; принимая вид животных, они расхаживают по земле (Владимирская область). По свидетельствам с Русского Севера, нечистое время длится с Николы зимнего до Крещения: в это время «сатана повелевает своим слугам ходить по земле и предсказывать людям их судьбу».